# Associazione Polisportiva Savoia 1967-1968
Questa voce raccoglie le informazioni riguardanti il Savoia nelle competizioni ufficiali della stagione 1967-1968.

## Stagione
La stagione 1967-1968 fu la 46ª stagione sportiva del Savoia.
Serie D 1967-1968: 2º posto

## Divise
| Manica sinistra · Maglietta · Manica destra · Pantaloncini · Calzettoni |

## Organigramma societario
Area direttiva
- Presidente:  Giuseppe Decina
- Dirigenti: Andreozzi, Bisogno, Maugeri

Area organizzativa
- Segretario generale: Aniello Giordano

Area tecnica
- Allenatore:  Jone Spartano e  Giulio Lopez

Area sanitaria
- Medico sociale: Antonio Ciniglio
- Massaggiatori: Mastromarino, Vecchione

## Rosa
| N. |                   | Ruolo | Calciatore               |
| -- | ----------------- | ----- | ------------------------ |
|    | Italia (bandiera) | P     | Gaspare Boesso           |
|    | Italia (bandiera) | P     | Germano Pietti           |
|    | Italia (bandiera) | D     | Enzo Bertossi (capitano) |
|    | Italia (bandiera) | D     | Giancarlo Genisio        |
|    | Italia (bandiera) | D     | Vittorio Di Mauro        |
|    | Italia (bandiera) | C     | Pietro Santin            |
|    | Italia (bandiera) | C     | Nicola Simonaggio        |
|    | Italia (bandiera) | A     | Mario Magagnotti         |
|    | Italia (bandiera) |       | Mario Balzano            |

| N. |                   | Ruolo | Calciatore        |
| -- | ----------------- | ----- | ----------------- |
|    | Italia (bandiera) |       | Giulio Bongioanni |
|    | Italia (bandiera) |       | Matteo Carnevale  |
|    | Italia (bandiera) |       | Ciro Esposito     |
|    | Italia (bandiera) |       | Giocosa           |
|    | Italia (bandiera) |       | Giuseppe Nazzi    |
|    | Italia (bandiera) |       | Alessandro Nedi   |
|    | Italia (bandiera) |       | Russo             |
|    | Italia (bandiera) |       | Antonio Terreri   |

## Calciomercato
| Acquisti | Acquisti | Acquisti | Acquisti   |
| R.       | Nome     | da       | Modalità   |
| -------- | -------- | -------- | ---------- |
|          |          |          | definitivo |

| Cessioni | Cessioni | Cessioni | Cessioni   |
| R.       | Nome     | a        | Modalità   |
| -------- | -------- | -------- | ---------- |
|          |          |          | definitivo |